# Deltoptychius
Deltoptychius ist eine ausgestorbene Knorpelfischgattung aus dem Karbon. Sie gehört zu den Holocephali und lebte als nektobenthischer Räuber.

## Taxonomie
Von Deltoptychius bestehen zwei Subtaxa Deltoptychius acutus Mcoy 1855 und Deltoptychius gibberuius Davis 1883, die in die Familie Deltoptychiidae eingereiht werden. Carroll (1988) zählt jedoch Deltoptychius zu den Menaspidae.

## Merkmale
Deltoptychius ähnelte in seiner Erscheinung, obwohl er im Karbon lebte, sehr stark den heutigen Seekatzen (Chimaeriformes). Er besaß einen langen, peitschenartigen Schwanz und hatte große, flügelartige Brustflossen, mit denen das Tier durchs Wasser glitt. Dank seiner großen Augen konnte er auch im Tiefenwasser jagen. Die soliden, aber relativ dünnen Zahnplatten eigneten sich zur Zerkleinerung hartschaliger Beute wie Krebsen und Muscheln.
Das wichtigste anatomische Merkmal von Deltoptychius, das er mit sämtlichen Holocephali gemein hat, ist die holostyle Verschmelzung seines Palatoquadratums, einziges Element des Oberkiefers bei Knorpelfischen, mit dem Gehirnschädel. Frontale Klaspern sind sehr reduziert oder fehlen. Die Tiere besitzen sexuellen Dimorphismus, wobei die Männchen wesentlich kleiner, zierlicher und kantiger gebaut sind als die Weibchen, jedoch vor der hinteren Klasper ein Tenaculum aufweisen.
Die Unterkieferaufhängung ist wie bei allen Chimaeriformes holostyl. Der Kiefer bildet mit der Körperlängsachse einen Winkel. Die Bögen des Unterkiefers divergieren mit nahezu 90°. Bei geschlossener Position kommt der Vorderkiefer oberhalb des Kiefergelenks zu liegen.